# سوزان برادلي
سوزان برادلي هي طبيبة نفسية كندية، ولدت في 1940.